# Benjamin Frommer
Benjamin Frommer (* 25. März 1969) ist ein amerikanischer Historiker, spezialisiert in Geschichte Zentraleuropas im 20. Jahrhundert. Er arbeitet als Professor an der Northwestern University.

## Veröffentlichungen (Auswahl)
- National Cleansing: Retribution against Nazi Collaborators in Postwar Czechoslovakia-
- The Ghetto without Walls: The Identification, Isolation, and Deportation of Bohemian and Moravian Jewry, 1938-1945.